# Esporte Clube XV de Novembro (Piracicaba)
El Esporte Clube XV de Novembro o conocido simplemente como XV de Piracicaba es un club de fútbol de la ciudad de Piracicaba, en el Estado de São Paulo en Brasil. El club fue fundado el 15 de noviembre de 1913. Actualmente juega en el Campeonato Paulista. Su título más destacado fue el de Subcampeón en São Paulo en 1976, cuando su presidente era Romeu Italo Ripoli.

## Historia
La historia de este deporte en Piracicaba comienza en 1903 con la fundación del Club Sportivo Piracicaba, donde los miembros llevan a cabo carreras en el viejo Ray de Salto y practicaron el fútbol.
Pocos años después, en los 40, los empleados de un carpintero de la capital aprovecharon la pausa del almuerzo para divertirse, y jugar al fútbol con una pelota hecha de lana. Cuando estaban en el patio, en el mismo espacio donde las mujeres suelen colgar la ropa en la línea, la pelota salió disparada, pegándole y terminando por ensuciar la ropa, lo que no era nada nuevo al fin y al cabo, aun así, las mujeres terminaron por disgustarse y no ya no soportaron más aquel atropello. 
Por lo tanto, los empleados - que le dio al equipo el nombre de 12 de octubre - comenzaron a realizar sus partidos en un llano cerca de la calle Regente Feijo. Lo que antes era un pasto, se convirtió en un campo, y así nacería la primera "casa" de la Esporte Clube XV de Piracicaba.
Alrededor de este tiempo, había otro grupo de aficionados al fútbol en la ciudad: el Club Deportivo Vergueirense, que pertenece a la familia Pousa. Ambos equipos realizaron partidos entre ellos. Pero la amistad entre ellos y la pasión por el deporte los terminó por unir y fusionarse un 12 de octubre. Y así nació el Esporte Clube XV de Novembro.
Los representantes de Guerrini y Pousa, e invitado a continuación el capitán Carlos Wingeter, cirujano dentista y miembro de la Guardia Nacional, que apenas llegando se convirtió en el presidente del club. Wingeter fácilmente aceptada. La imposición de una sola condición: que el equipo debe tener derecho XV de Noviembre, después de la fecha de la Proclamación de la República de Brasil.
El capitán era el hijo de Jacob y Philip Wingerter Madalene Soares de Carvalho. Estaba casado con Margaret Buller Wingeter Abraham, y murió el 7 de enero de 1931, a los 62 años de edad.
En ese momento, Piracicaba tenía alrededor de 40 mil habitantes. La economía local se basa en la agricultura de caña de azúcar para producir azúcar y el ron y café, lo que le valió el apodo de "Perla Paulista". El reconocimiento de piracicabanos el equipo de fútbol se llevó a cabo de inmediato, incluso la participación de las familias tradicionales de la universidad, que obtuvo la afinidad extraña XV para la identificación de que la ciudad tiene con sus miembros. 100 años han pasado y hoy Pousa hermanos y Guerrini se ovacionado por una multitud apasionada el club de su ciudad.

### Primeros pasos
En este primer año de vida, alvinegro sufrió dos derrotas. Uno el 16 de octubre de 1913, en el campo de la normalista Deporte y recreación, situada en la granja Diogo en el barrio alemán. XV perdió por 2 x 0.
La segunda tuvo lugar el 23 de noviembre, una semana después de la primera derrota. El equipo se enfrentó a un cero y volvió a perder por 2 x 0. El juego se llevó a cabo en el campo de Piracicaba calle.
El 18 de octubre de 1914, el decimoquinto de ganar su primera victoria en la Asociación Atlética Piracicabana Deportes por 3-2, dando así el título de Campeón de la ciudad. Pereira fue el que hizo los tres goles del partido. La Asociación siempre ganaba oponentes, entonces quinzistas aficionados muy celebraron el logro.
El 20 de marzo de 1918, el equipo se unió a la APEA (Asociación Paulista de los deportes atléticos), va a enfrentar a equipos de la capital y participar en los campeonatos de interior.

### Ley de Acceso
“Pionero de la Ley de Acceso”. La frase, inmortalizada en la letra del himno oficial del XV, escrita por Jorge Chaddad y Anuar Kraide, celebra el logro del club de ser el primer equipo del interior en tener derecho a competir en la élite. del estado paulista - anteriormente jugado sólo por clubes de la capital y equipos invitados.
Con el nuevo reglamento creado por el presidente de la Federação Paulista de Futebol, Roberto Gomes Pedrosa, en 1948, la competición saltó de 14 a 43 participantes, divididos en la fase inicial en tres grupos (uno de 15 y dos de 14). El reglamento estipulaba que los primeros clasificados de cada grupo realizarían el triangular final para decidir el campeón.
La primera fase de la competición se desarrolló hasta el 12 de diciembre de 1948 y el XV anotó 38 puntos, colocándose en la cima de su grupo. La final se disputó ante el Linense y Rio Pardo, con dos victorias quinzistas. El último partido del campeonato se disputó en Palestina y el Alvinegro venció al rival de Lins por 5 a 1, con dos goles de Gatão, dos de Rabeca y uno de De Maria. El resultado garantizó el acceso a la Serie A del Paulistão.

### Años 1960
En 1964, bajo el mando del legendario Romeu Italo Ripoli, el club realizó una gira por Europa y Asia. En ese momento, Brasil ya era bicampeón del mundo y sólo el Santos y el Botafogo hacían este tipo de viajes. El XV de Piracicaba tocó en Suecia, en Polonia, en Alemania (Oeste y Este, división política en ese momento), en Dinamarca, y en las entonces repúblicas soviéticas de Rusia, Ucrania, Moldavia, Kazajistán y Uzbekistán durante la Guerra Fría.
El 23 de abril de ese año, pese a la derrota por 2-0, un partido pasó a la historia. Los blanquinegros se enfrentaron al equipo soviético de Lev Yashin, considerado uno de los mejores porteros de la historia y conocido como la “Araña Negra” por su uniforme íntegramente negro. En total, el XV de Piracicaba disputó 20 partidos, con 5 victorias, 5 empates y 10 derrotas en partidos disputados en Europa y Asia. Fueron 32 goles marcados y 37 recibidos.

### Años 1970 a 1990
En 1973, Ripoli volvió a la presidencia del campeón. En 1979, el XV quedó 13.º en el Campeonato Brasileño de Fútbol, el mejor lugar de su historia en el torneo. En ese mismo campeonato, venció al equipo Grêmio por 3-0, en Piracicaba. Las polémicas de Ripoli con la Federación Paulista de Fútbol mantuvieron al equipo en el foco de la prensa, hasta la muerte del presidente en 1983.
En 1980, XV descendió en el Campeonato Paulista de 1980, regresando en 1984. El club permaneció en Paulistão desde 1984 hasta 1995, último año en el que el XV participó en la primera división del fútbol paulista hasta entonces. Luego descendió a segunda y posteriormente a tercera división. Jugó en la segunda división en 1996, 1997, 1998, 1999 y 2000.
Durante sus más de 110 años, grandes jugadores han desfilado con la camiseta a rayas del XV. Nílton de Sordi, Dadá Maravilha, Cléber Gaúcho, Idiarte Massariol, Chicão, Doriva, Coutinho, Vadinho, Pianelli y Gatão son algunos de los principales nombres de la historia del club.

### Registros
Aunque descendió en 1995 en el Campeonato Paulista y estuvo ausente durante 17 años, el equipo de Piracicaba lo estaba haciendo muy bien en el Campeonato Brasileño de Serie B. En 1998, por ejemplo, el XV consiguió 7 victorias consecutivas al inicio del campeonato. Hasta el día de hoy, este es el récord de victorias en las rondas iniciales de la segunda división nacional.

### Años 2000
De 2001 a 2005, jugó en la tercera división estatal (Campeonato Paulista de Futebol - Série A3) . En el año 2005, el equipo ascendió a la segunda división, sin embargo, debido a la débil campaña en la (Campeonato Paulista de Futebol - Série A2), descendió nuevamente. Jugó en la tercera en 2007, 2008, 2009 y en 2010, cuando regresó a la Serie A2. Aunque estaban en las divisiones inferiores del fútbol de São Paulo, la asistencia promedio a los partidos en Piracicaba era grande. Hubo partidos en los que la audiencia fue de 10 mil espectadores, como el partido entre XV y Olímpia Futebol Clube] en la tercera fase del Série A3 de 2007.
El XV pasó por una reestructuración, centrándose en las categorías juveniles, que lograron por primera vez llegar a la final de la primera división del campeonato paulista sub-20, en 2007, que tuvo como campeón al equipo Santos F.C. .
En 2008, con una mala planificación, XV no logró el tan esperado acceso al campeonato paulista de la serie A3. Sin embargo, el año no fue malo para el equipo de Piracicaba, ya que, en la segunda mitad del año, el club llegó a la final de la Copa Paulista 2008, siendo derrotado sólo por el Atlético de Sorocaba, en el estadio Barão da Serra Negra, por 3x2.
En la segunda mitad del año, a pesar de no poder clasificarse para la Copa de Brasil 2008, el XV formó un muy buen equipo y la base de este equipo se mantuvo para el Campeonato Paulista Serie A3 en 2009. Sin embargo, el equipo fracasó en la fase final de la serie A3 y no logró el acceso. En 2010, XV volvió a competir en la Série A3, terminando la primera fase en el 7.º lugar y clasificándose para la siguiente fase. En la segunda fase consiguieron quedar segundos de su grupo y garantizaron el acceso a la serie A2.
En el año 2011, el XV tuvo una excelente campaña y terminó la primera fase como segundo de su grupo en la Série A2. En la siguiente fase quedaron primeros de su grupo y se clasificaron para disputar la final del campeonato. Empató con Guaraní 2x2 en tiempo reglamentario y prórroga, y ganó en penales 4x2. De esta manera, consiguió su segundo acceso consecutivo y regresó a la élite paulista después de 17 años fuera de ella.
2012 fue inolvidable para los fanes de XV. De vuelta a la Serie A1, a pesar de pasar más de la mitad del campeonato en la zona de descenso, sólo escapó del descenso en la última ronda, en un empate con el equipo Mogi Mirim Esporte Clube, 2x2, en casa del adversario, el club se mantuvo en la élite del Paulistão. En el segundo semestre, el equipo disputó la Copa Paulista y, tras excelentes campañas en las dos primeras fases, fue eliminado en cuartos de final.

### 2013: El Centenario del XV
El 15 de noviembre de 2013, el XV se convirtió en un club centenario más en Brasil, y el primer objetivo del equipo de Piracicaba ya fue alcanzado en 2012: no descender y competir en la Serie A1. Para Paulistão, la nueva directiva del XV contrató a 21 jugadores y entre ellos, los experimentados deportistas Fabiano Pereira da Costa, con paso por São Paulo, Internacional y Santos, y Danilo Sacramento, subcampeón en São Paulo con Guaraní en 2012.
Otra apuesta segura de la directiva blanquinegra fue la contratación del experimentado técnico Sérgio Guedes. Se especuló mucho que el técnico, que estaba cedido en el equipo pernambucano Sport Club do Recife, no volvería a dirigir el XV en el Paulista, pero el técnico cumplió la palabra dada al presidente Celso Christofolletti y vino a Piracicaba. Con Sérgio a cargo, el XV logró permanecer en la principal división del Fútbol Paulista.
En 2013, el XV finalizó su participación en la 1.ª fase del Paulistão en el 10.º lugar, con 6 victorias, 7 empates y 6 derrotas. Marcó 31 goles y encajó 30. En la Copa Paulista, disputada en la segunda mitad del año, alcanzó las semifinales.

### Nuevo descenso y periodo en la división de acceso
En 2016, el XV sufrió un revés en la primera mitad del año, quedando relegado a la serie A2 del Campeonato Paulista, tras quedar 17.º en la competición de la serie A1. Sin embargo, se recuperó por completo en el semestre siguiente al proclamarse campeón de la Copa Paulista.
A principios de 2017, XV compitió en el Campeonato Paulista da Série A2, donde no tuvo una buena campaña. Terminó en el puesto 12, con 5 victorias, 10 empates y 4 derrotas. Marcó 25 goles y encajó 22. Luego jugó en el Campeonato Brasileño de Fútbol - Serie D. Quedó eliminado en la primera fase, con 3 victorias y 3 derrotas, 7 goles a favor y 8 en contra.  En el segundo semestre compitió en la Copa Paulista, llegando a semifinales, con 12 victorias, 5 empates y 6 derrotas, 34 goles marcados y 18 recibidos.
En 2018, tuvo una buena campaña en la serie A2, llegando a semifinales, donde fue eliminado por Guarani. Consiguió 7 victorias, 6 empates y 4 derrotas, marcando 17 goles y encajando 18.
De la misma forma en 2019, llegó a las semifinales de A2. Esta vez fue eliminado en los penaltis por la Internacional de Limeira. A lo largo del torneo, registró 8 victorias, 6 empates y 5 derrotas, marcando 25 goles y encajando 20. Ese mismo año, quedó subcampeón de la Copa Paulista, perdiendo la final ante el São Caetano. A lo largo del torneo, registró 13 victorias, 8 empates y 5 derrotas, marcando 41 goles y encajando 27.

### Años 2020
En 2020, compitió en la Copa de Brasil. Pasó por Londrina en la primera fase, pero fue eliminado por Juventude en la siguiente fase. Por tercera vez consecutiva, alcanzó las semifinales de la serie A2, siendo eliminado por el São Caetano. A lo largo del torneo, registró 8 victorias, 6 empates y 5 derrotas, marcando 22 goles y encajando 19. También compitió en la Copa Paulista, donde también llegó a semifinales, quedando eliminado por Marília. En esta competición, registró 8 victorias, 2 empates y 2 derrotas, marcando 17 goles y encajando 10.
En 2021, alcanzó los cuartos de final de la serie A2, siendo eliminado por el Oeste. A lo largo del torneo, registró 5 victorias, 7 empates y 5 derrotas, marcando 12 goles y encajando 12. En la Copa Paulista, también alcanzó los cuartos de final, siendo eliminado por el São Caetano. Consiguió 4 victorias, 3 empates y 1 derrota, marcando 11 goles y encajando 4.
En 2022, el equipo de Piracicaba tuvo un buen desempeño en el primer semestre, haciendo una gran campaña en la primera fase del Campeonato Paulista Serie A2, con 7 victorias, 5 empates y 3 derrotas, sumando 18 goles y encajando 10. Terminó la primera fase sólo detrás de Portuguesa y Oeste. Sin embargo, en cuartos de final, perdió dos veces ante São Bento , 1-0 en Sorocaba y 5-1 en casa, quedando eliminado de la competición.
En el segundo semestre, Nhô Quim compitió en la Copa Paulista. En la primera fase quedó segundo de su grupo, con 4 victorias, 5 empates y 1 derrota, 17 goles marcados y 11 recibidos. En cuartos de final, se enfrentaron a Água Santa, empataron el primer partido 1-1 y ganaron el segundo 2-1. En la semifinal, contra el São Caetano, perdió el primer partido y ganó el segundo, ambos por 1x0, avanzando según el criterio de mejor campaña. En la final, ha ganado de Marília dos veces (3x1 y 3x2), convirtiéndose en bicampeón de la Copa Paulista. Con esto, se ganó el derecho a competir en el Campeonato Brasileño de Serie D del año siguiente.
En 2023, el equipo hizo una buena campaña en la primera fase del Campeonato Paulista da Série A2, terminando en el 4.º lugar, con 6 victorias, 7 empates y 2 derrotas, marcando 18 goles y encajando 12. En cuartos de final, ha eliminado a la Portuguesa Santista, ganando 2-1 en Santos y empatando 0-0. en casa. Sin embargo, en semifinales sufrió dos derrotas ante la Ponte Preta, por 3x0 y 2x0, no alcanzando nuevamente el deseado acceso a la Serie A1.
Luego, compitió en el Campeonato Brasileño de Serie D, quedando eliminado en la primera fase, tras obtener 4 victorias, 4 empates y 6 derrotas, con 20 goles marcados y 21 recibidos.
Terminó el año compitiendo nuevamente en la Copa Paulista. En la primera fase fue el mejor de su grupo con 6 victorias y 4 empates, 10 goles marcados y sólo 1 recibido. En cuartos de final eliminó el Juventus, obteniendo 2 victorias por 2x0 y 1x0. En la semifinal, ha sido eliminado por la Portuguesa Santista, habiendo empatado 1-1 fuera de casa y perdido 1-0 en Piracicaba.
En 2024, comenzó el año compitiendo en el Campeonato Paulista da Série A2. Terminó la primera fase en 4.º lugar, con 6 victorias, 5 empates y 4 derrotas, marcando 22 goles y encajando 16. Sin embargo, en cuartos de final fue eliminado por la Portuguesa Santista, perdiendo por 3x2 en Santos y habiendo empatado 1x1 en Piracicaba.

## Estadio
Fue inaugurado el 4 de septiembre de 1965 por el entonces alcalde Luciano Guidotti, pero aún se encontraba sin terminar después de casi cinco años de trabajos. Fue bautizado como Estadio Municipal de Barón de Serra Negra por la Ley 1365 de noviembre de 1965, y es el campo del Esporte Clube XV de Novembro de Piracicaba.
El proyecto de construcción de la decimoquinta etapa, que hasta ahora han enviado sus juegos en extinguieron Roberto Gomes Pedrosa, en realidad fue iniciado por la ley 368 de 3 de julio de 1953, sancionado por el Alcalde Samuel de Castro Neves. Pero fue otra ley, 924 de 24 de noviembre de 1960, sancionada por el alcalde Francisco Salgot Castillon, la que autorizó la construcción.
El primer partido jugado en el sitio fue entre Piracicabano Alvinegro y el Palmeiras, duelo que acabó con empate a 0-0, con una audiencia de 15.674 personas y el ingreso de Cr $ 19,825,000.00. Antes del comienzo del juego, el Nho Quim honrado el presidente del equipo de Sao Paulo, Delfino Facchina, que a su vez ofreció una placa de bronce para el Piracicaba Ayuntamiento. El XV de Piracicaba, Gilson técnico de Silva, fue echado con Sílvio; Virgilio, Pescuma, Dorival y Chiquinho; Bastos y Emilio; Warner, Rodarte, Bing y Sabino.
Después de dos partidos más contra otra gran capital: Sao Paulo y Corinthians. Contra el Tricolor, además de un empate sin necesidad de abrir el marcador, como contra el Corinthians llegaron los primeros objetivos, sin embargo, la mayoría a favor del oponente. Flavio, dos veces, y Marcos anotó para Alvinegro la capital, mientras que Pescuma cobrado para el XV. Por lo tanto, el atacante corinthiano Flávio fue grabado en la historia como el autor del primer gol del Barón.
Los seguidores de Piracicaba necesarios, por lo que esperar un poco más para celebrar la primera victoria del equipo favorito en su nuevo estadio. Y llegó el 26 de septiembre de ese año, cuando la ganó el XV Comercial por 3-1, en la batalla válida por el Campeonato Paulista de 1965. Los objetivos quinzistas fueron anotados por Chiquinho, Bing y Tabai.
Originalmente capaz de albergar 26.528 aficionados, el Barón, debido a las restricciones legales, tenía poca capacidad de 18,799 personas. Las dimensiones del campo actuales son 100m x 67m. El estadio es parte del conjunto de Deportes Municipal, que también tiene el gimnasio principal, miniginásio, conjunto de piscinas y pista de atletismo.

## Entrenadores
- Betão (mayo de 2015–agosto de 2015)[27][28]
- Claudinho Batista (agosto de 2015–febrero de 2016)[28][29]
- Ronaldo Guiaro (interino- febrero de 2016)[29]
- Narciso (febrero de 2016–abril de 2016)[30][31]
- Luiz Carlos Ferreira y Ronaldo Guiaro (interino- abril de 2016)[31]
- Cléber Gaúcho (mayo de 2016–marzo de 2017)[32][33]
- Ronaldo Guiaro (interino- marzo de 2017)[34][35]
- Vica (marzo de 2017–abril de 2017)[35][36]
- Evaristo Piza (julio de 2017–abril de 2018)[37][38][39]
- Fahel Júnior (junio de 2018–agosto de 2018)[40][41]
- Denis Augusto (interino- agosto de 2018)[41]
- Cléber Gaúcho (agosto de 2018–octubre de 2018)[42][43]
- Tarcísio Pugliese (noviembre de 2018–julio de 2020)[44][45][46]
- Luciano Dias (junio de 2021–febrero de 2022)[47][48]
- Roberto Cavalo (febrero de 2022–abril de 2022)[49][50]
- Cléber Gaúcho (mayo de 2022–junio de 2023)[51][52]
- Paulo Roberto Santos (junio de 2023–abril de 2024)[53][54]
- Leandro Samarone (abril de 2024–presente)[2]

## Palmarés

### Torneos nacionales
- Campeonato Brasileño de Serie C (1): 1995.

### Torneos estaduales
- Campeonato Paulista (0)
  - Subcampeón: 1976.

- Campeonato Paulista Serie A2 (6): 1931, 1947, 1948, 1967, 1983, 2011.
  - Subcampeón: 1966, 1981.

- Copa Paulista (2): 2016, 2022.
  - Subcampeón: 2008, 2019.